# Seoullo 7017

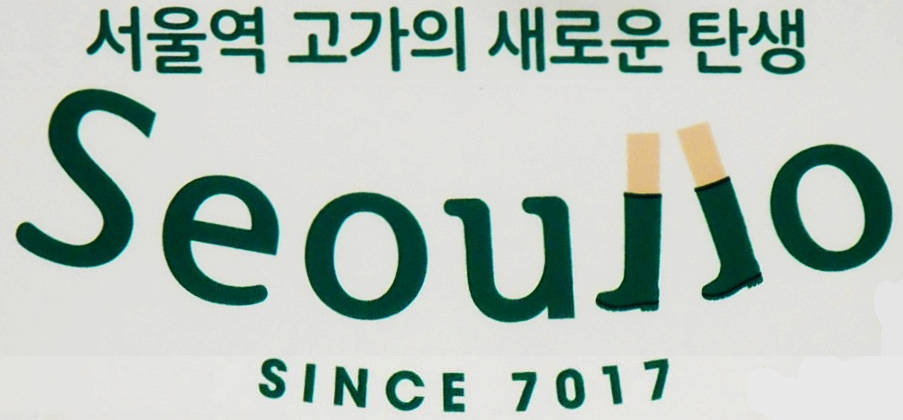
Seoullo Logo

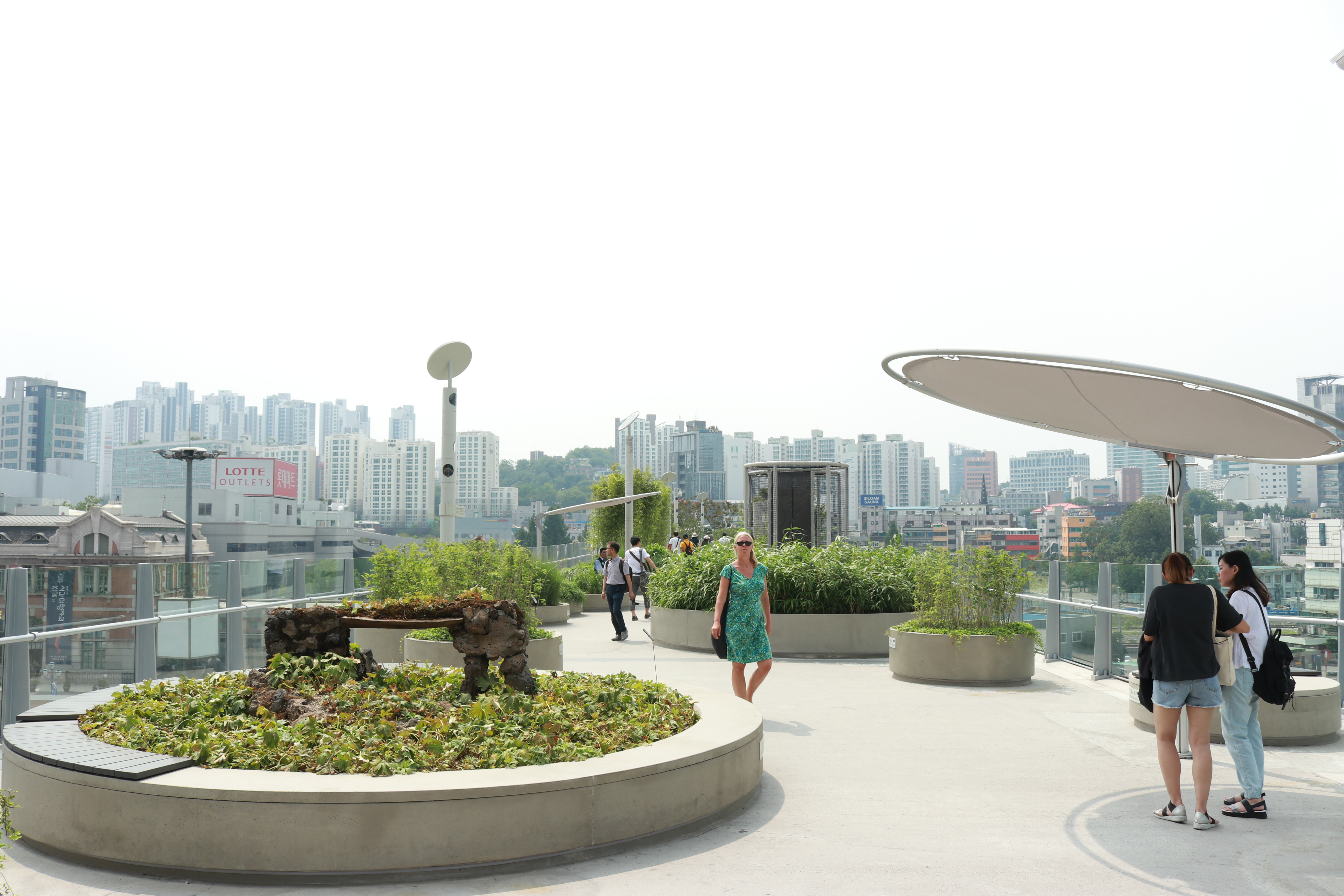
Khung cảnh trên công viên Seoullo 7017.

Seoullo 7017 (tiếng Hàn: 서울로 7017), còn được gọi là Seoul Skygarden hoặc Seoul Skypark, là một công viên tuyến tính trên cao được cải tạo trên một cây cầu vượt cao tốc cũ trước đây. Công viên có lối đi dài gần 1 km, với hơn 24.000 cây trồng, tương tự như công viên trên cao High Line tại New York. Công viên được thiết kế bởi công ty MVRDV đến từ Hà Lan và được khánh thành vào ngày 20 tháng 5 năm 2017. Trong tương lai, công viên này có thể trở thành một vườn ươm đô thị để trồng lại trên các nơi khác của thành phố Seoul. Ngoài ra, công viên này cũng cải thiện thời gian đi bộ đến ga Seoul.

## Tên gọi
Tên gọi "Seoullo" có nghĩa là phố Seoul, "7017" đại diện cho năm 1970, khi cầu vượt ga Seoul được thông xe và năm 2017 cũng là năm công trình công viên này được khánh thành.

## Lịch sử

### Cầu vượt ga Seoul

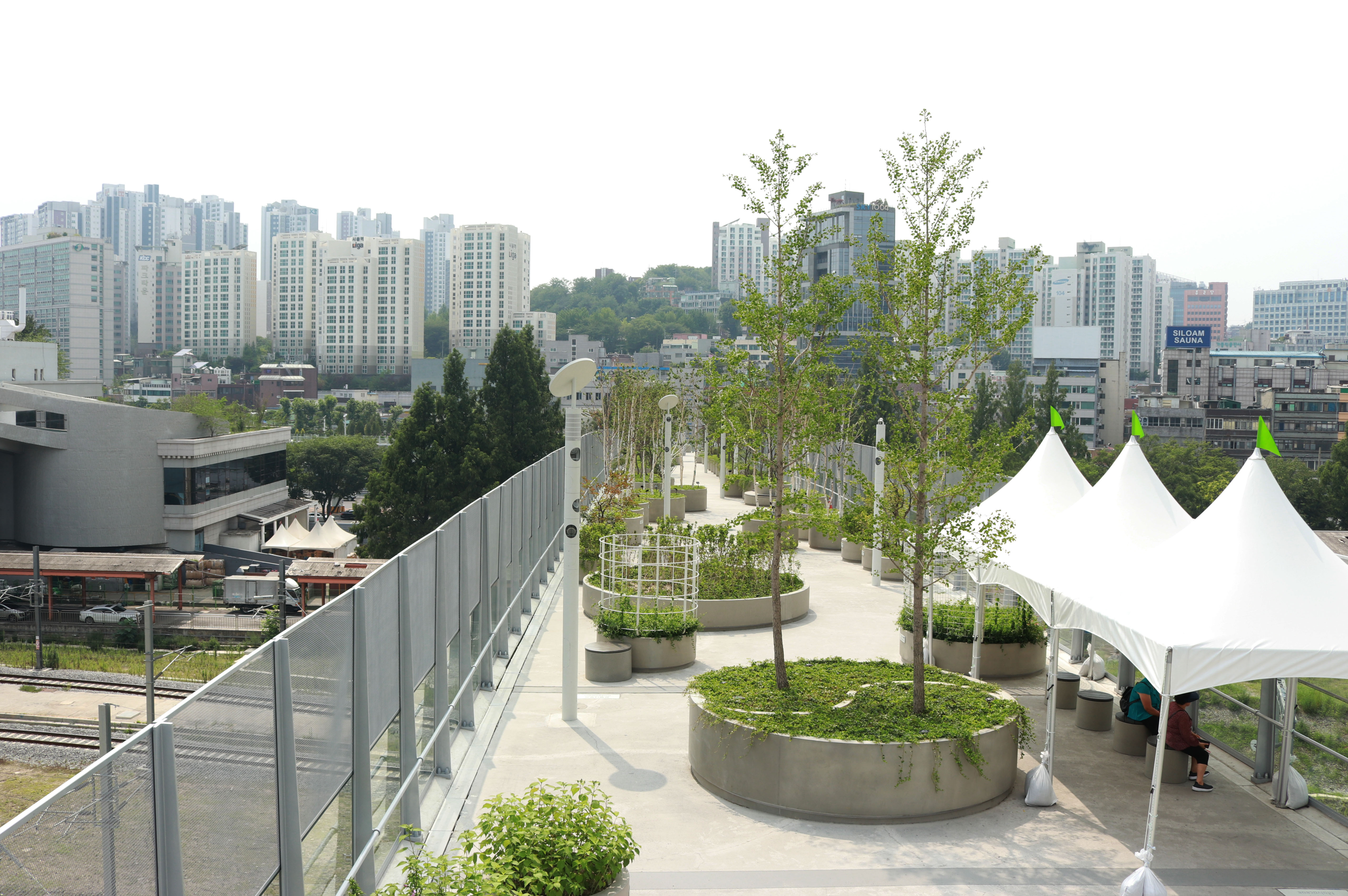
Công viên trên cao Seoullo 7017

Những năm 1960, chính quyền Hàn Quốc đã ra lệnh xây dựng hàng chục cầu vượt trên cao để giao thông được phát triển ở thủ đô Seoul. Cây cầu vượt đã được hoàn thành vào năm 1970. Sau vài thập kỷ, cây cầu đã dần dần trở nên xuống cấp và có thể sập bất cứ lúc nào. Ngày 13 tháng 12 năm 2015, cây cầu chính thức bị đóng cửa, thay vì tháo dỡ thì cây cầu lại được sử dụng lại để trở thành công viên trên cao dành cho người đi bộ.

### Seoullo 7017
Công viên Seoullo 7017 bắt đầu khởi công vào năm 2016 và khánh thành vào ngày 20 tháng 5 năm 2017. Công viên trên cao với hơn 24.000 loài thực vật này nối từ Malli-dong và kết thúc tại ga Hoehyeon. Công viên có đến 17 lối đi bộ, cầu thang gần nhất ở phía bên kia đường, trước cửa ga hoặc lối ra tàu điện ngầm Seoul tuyến 1 ở ga Seoul. Công viên bao gồm 24.085 loài thực vật đại diện cho cây gỗ, cây bụi và hoa được tìm thấy ở trong và ngoài Hàn Quốc. Chi phí được xây dựng cho công viên trên cao này khoảng 60 tỷ won.

## Sự cố và tranh cãi

### Sự cố
Ngày 30 tháng 5 năm 2017, một người nước ngoài đã tự tử trên công viên. Tiếp đó, ngày 12 tháng 6 năm 2017, một lan can kính bị vỡ trên công viên. Ngày 31 tháng 7 năm 2017, có hơn 80 vị trí xuất hiện vết nứt trên sàn công viên này.

### Tranh cãi
Dự án xây dựng công viên này đã sớm vấp phải tranh cãi vì những lo ngại về tắc nghẽn giao thông và mối lo về việc kinh doanh của các tiểu thương tại chợ Namdaemun. Các quan chức thành phố đã tổ chức 600 cuộc thảo luận giải quyết với người dân. Một số cảnh sát ban đầu cũng đã phản đối công trình này, nhưng đã được thuyết phục.

## Du lịch
Hiện nay, đây là điểm du lịch tại Seoul, Hàn Quốc. Vào tháng 5 năm 2017, tức tháng đầu tiên sau khi mở cửa công trình này, đã có hơn 90.000 du khách tham quan địa điểm này. Tuy nhiên, theo báo The Korea Times, mặc dù đã được xây dựng hơn 2 năm nhưng kiến trúc của Seoullo 7017 chưa thật sự bắt mắt đối với du khách.

## Thư viện

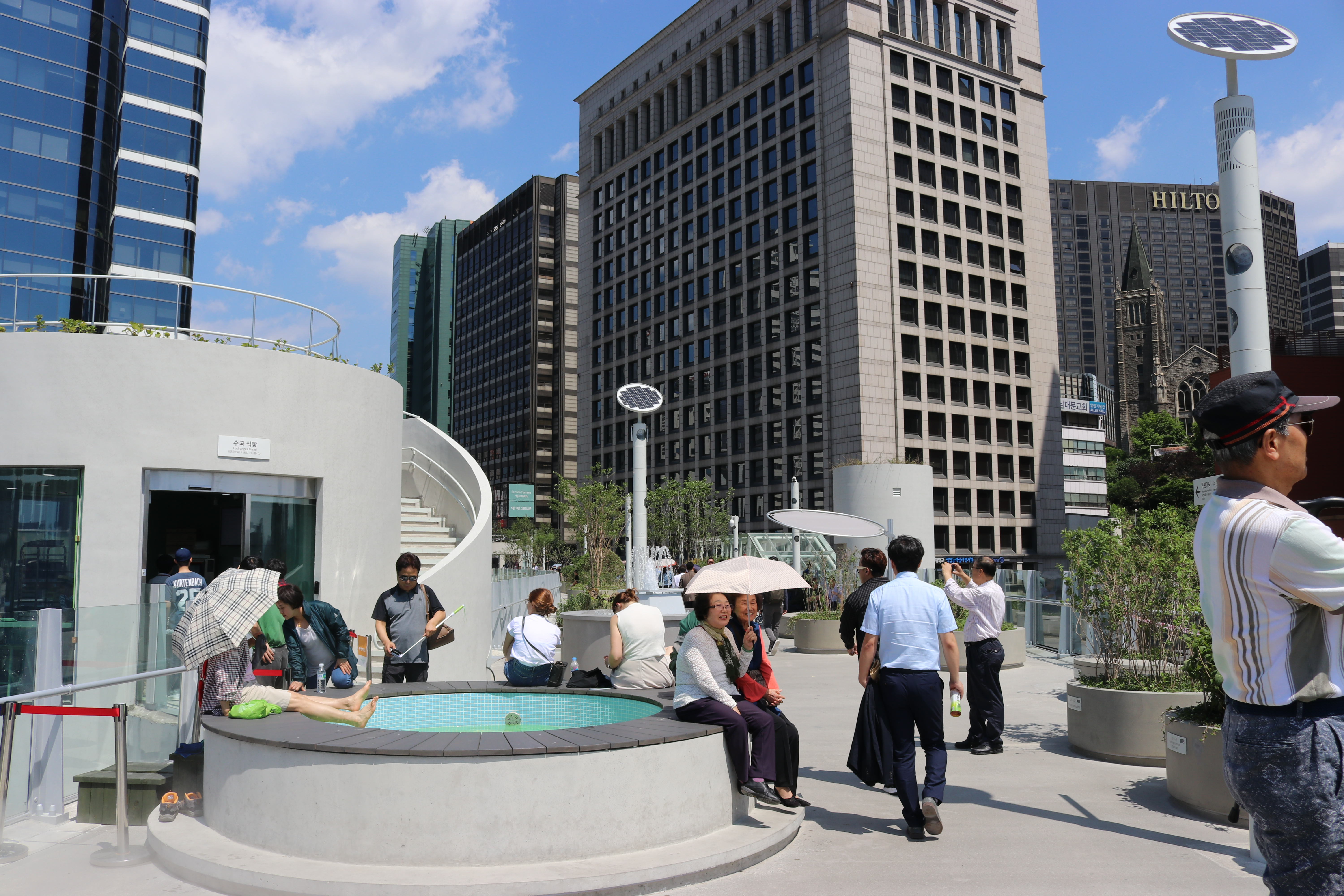
Phong cảnh Seoullo 7017.
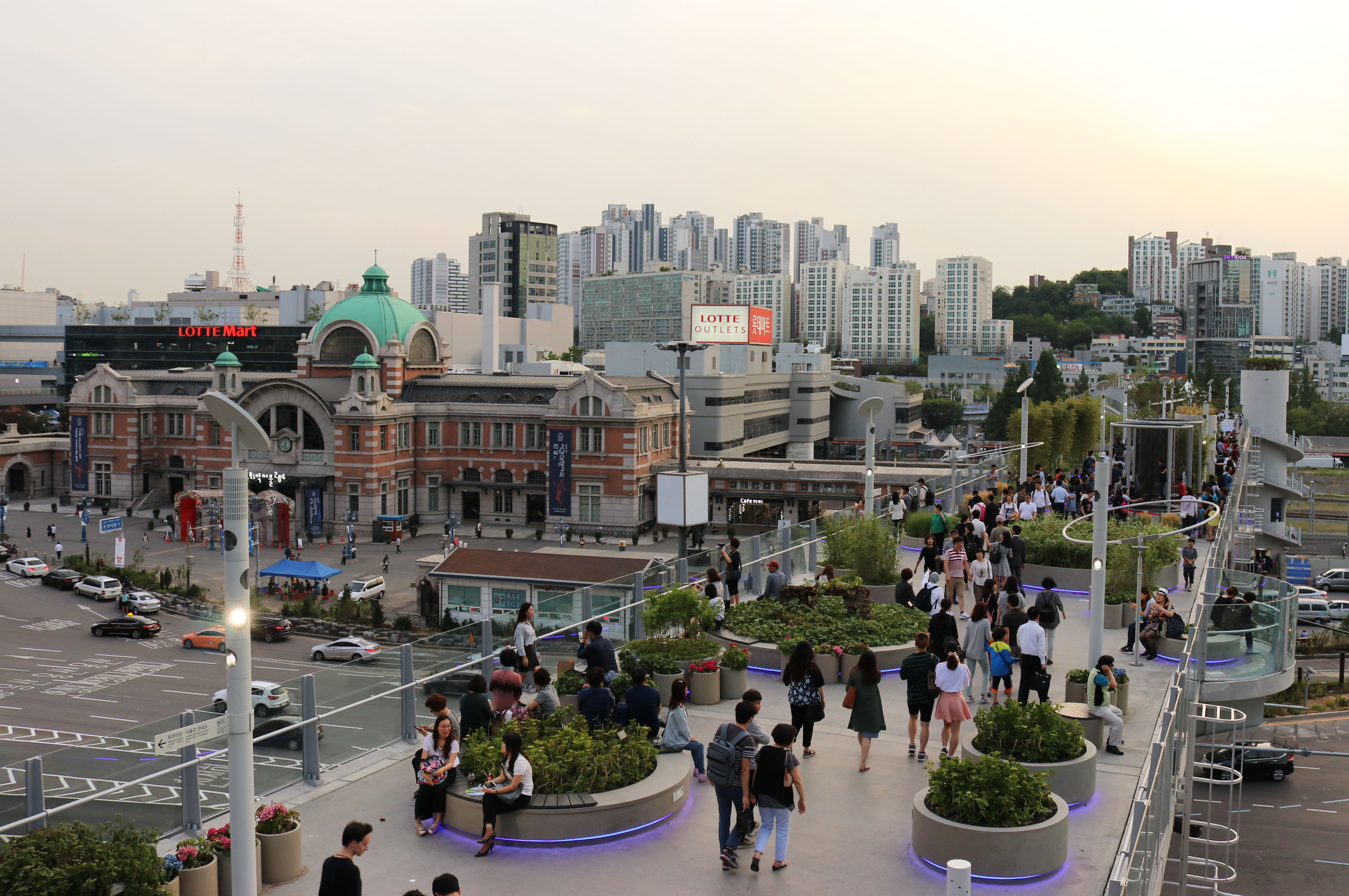
Phong cảnh Seoullo 7017.
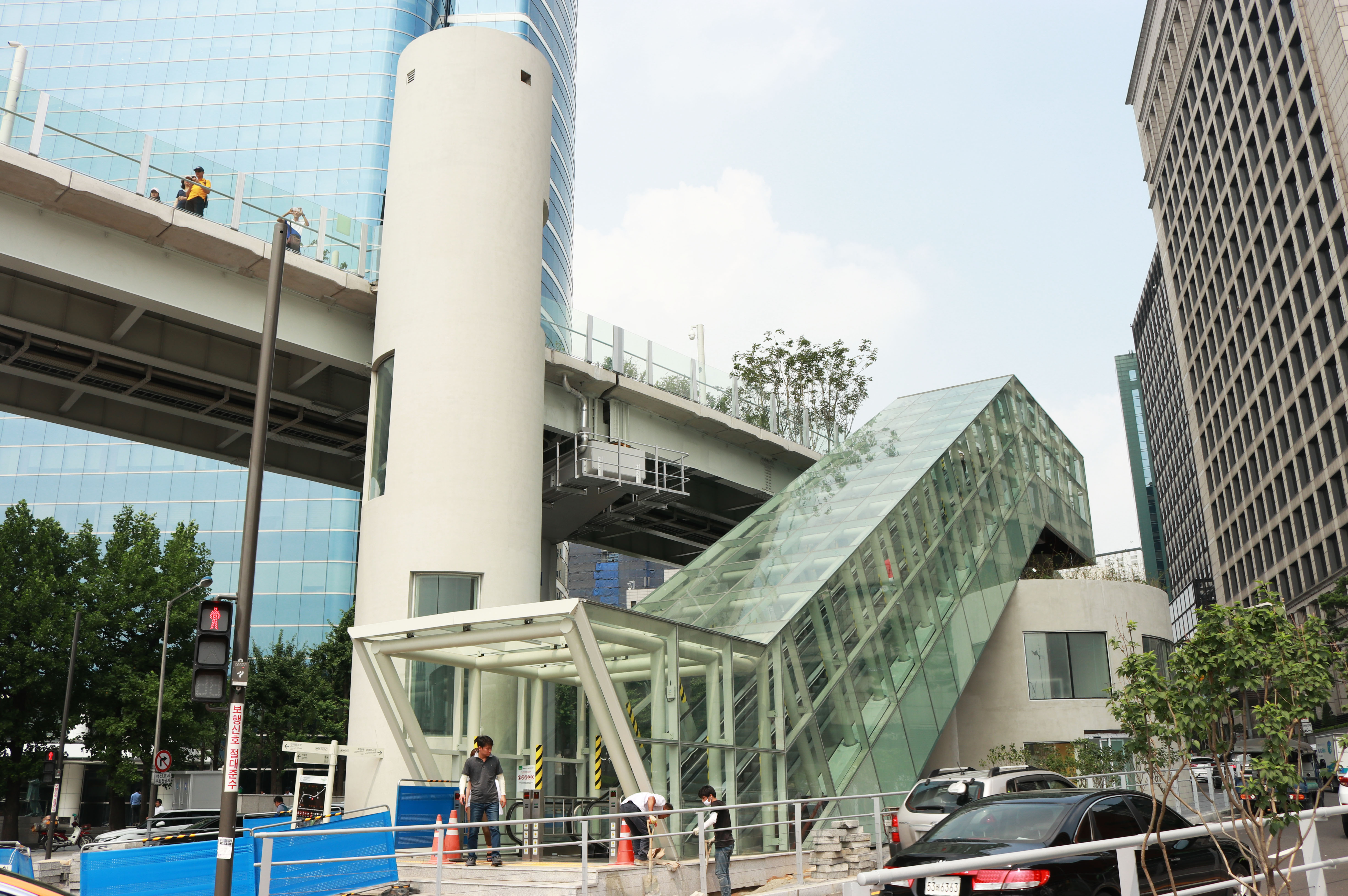
Phong cảnh Seoullo 7017.
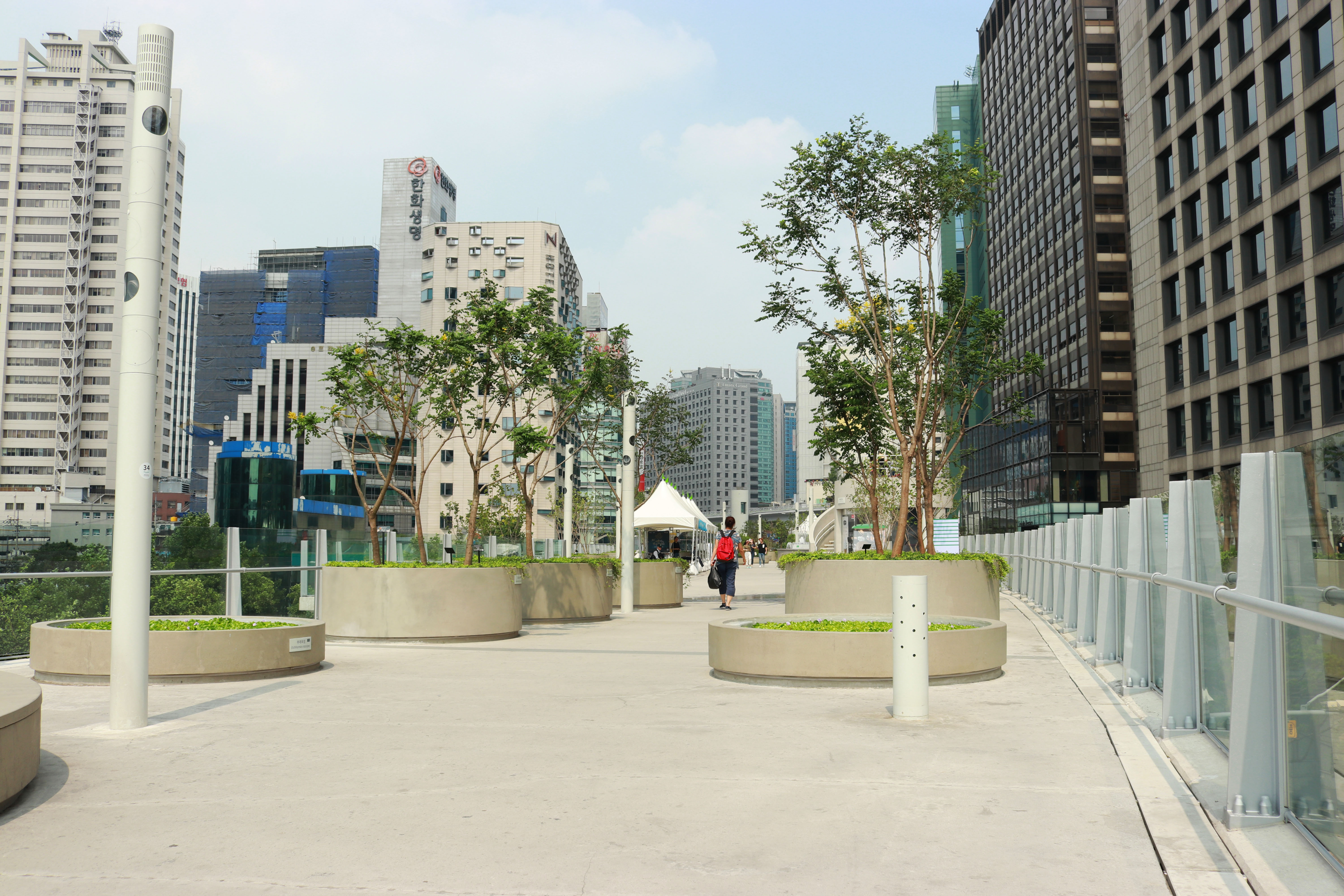
Phong cảnh Seoullo 7017.
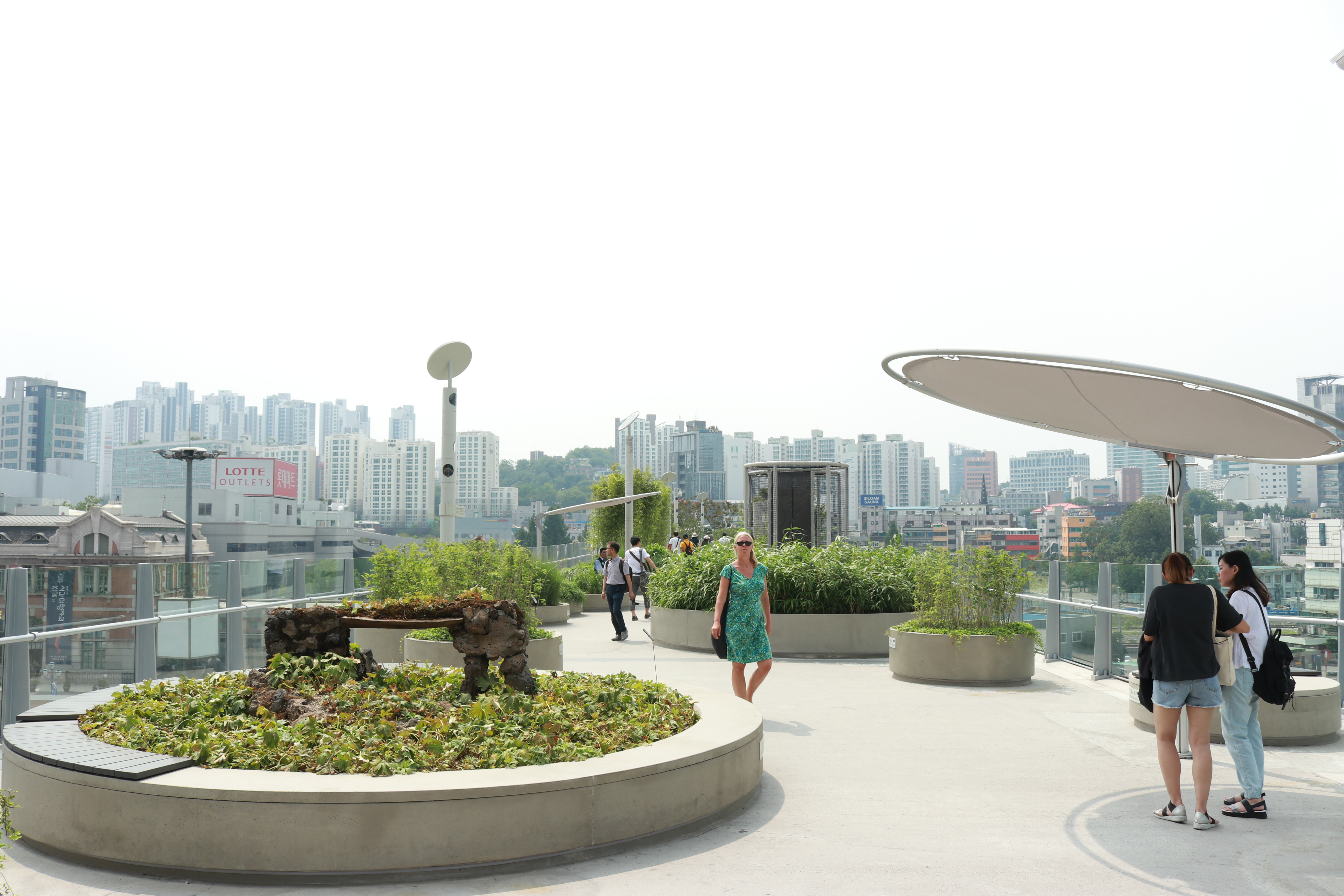
Phong cảnh Seoullo 7017.
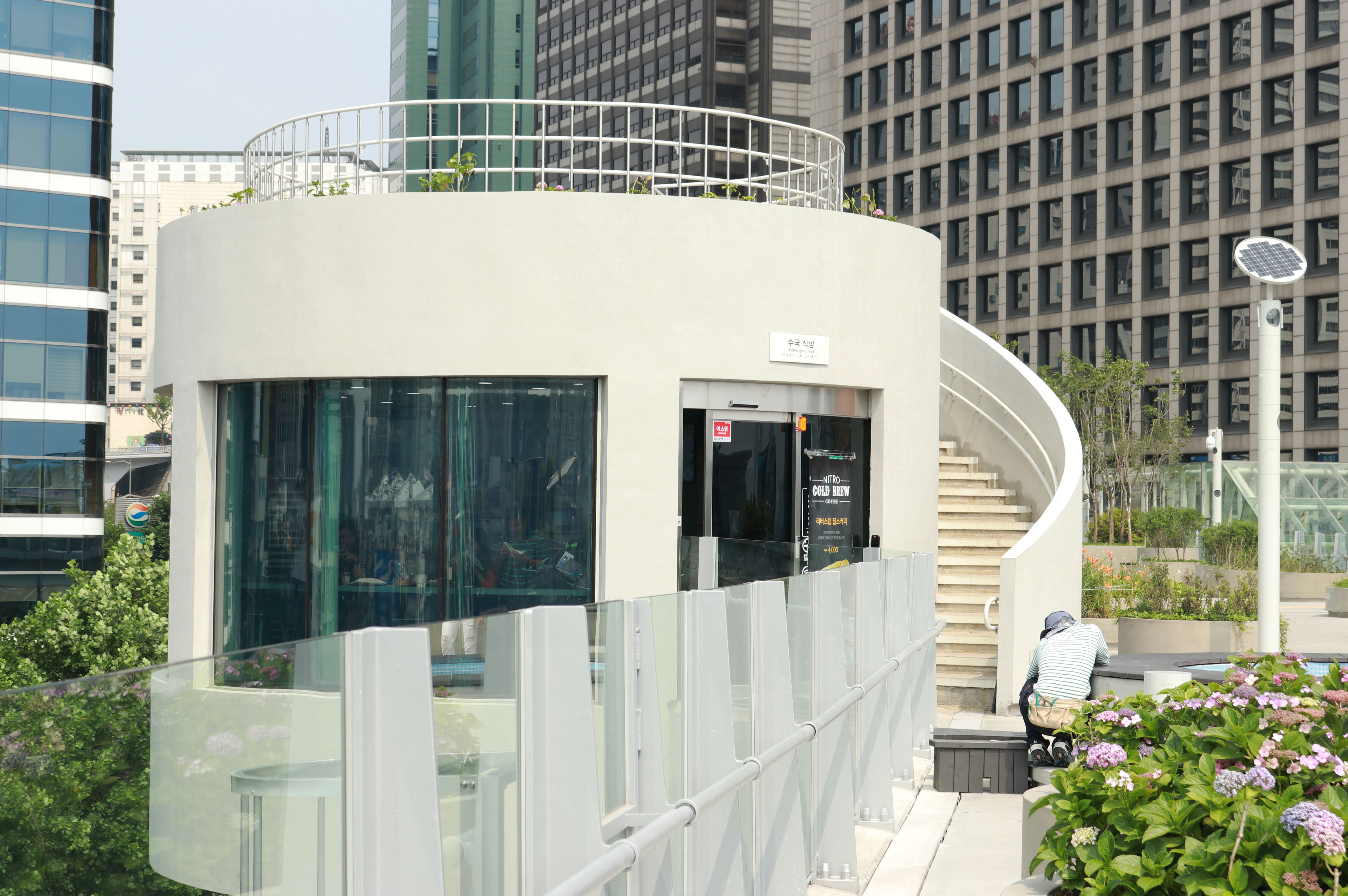
Phong cảnh Seoullo 7017.
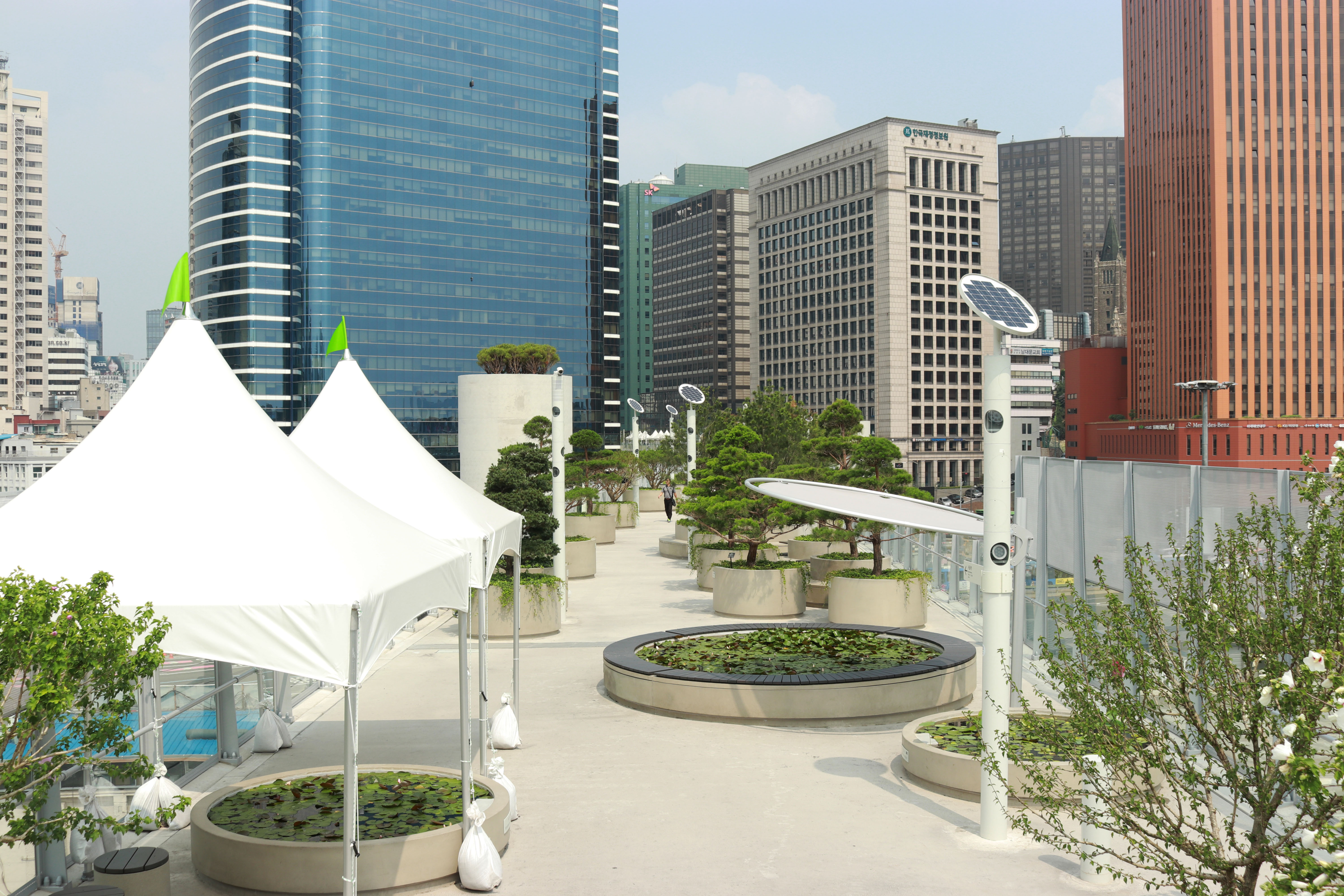
Phong cảnh Seoullo 7017.
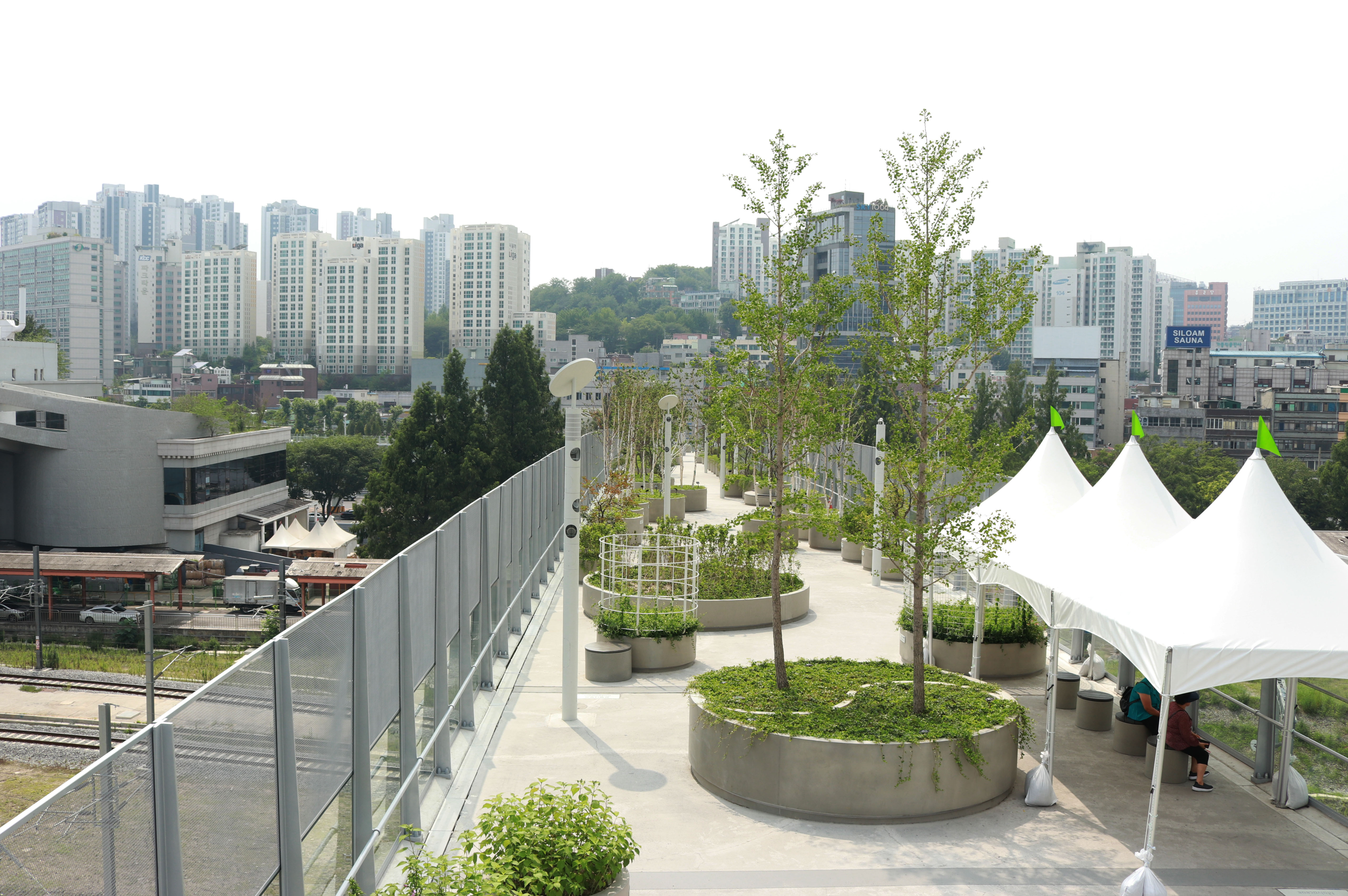
Phong cảnh Seoullo 7017.
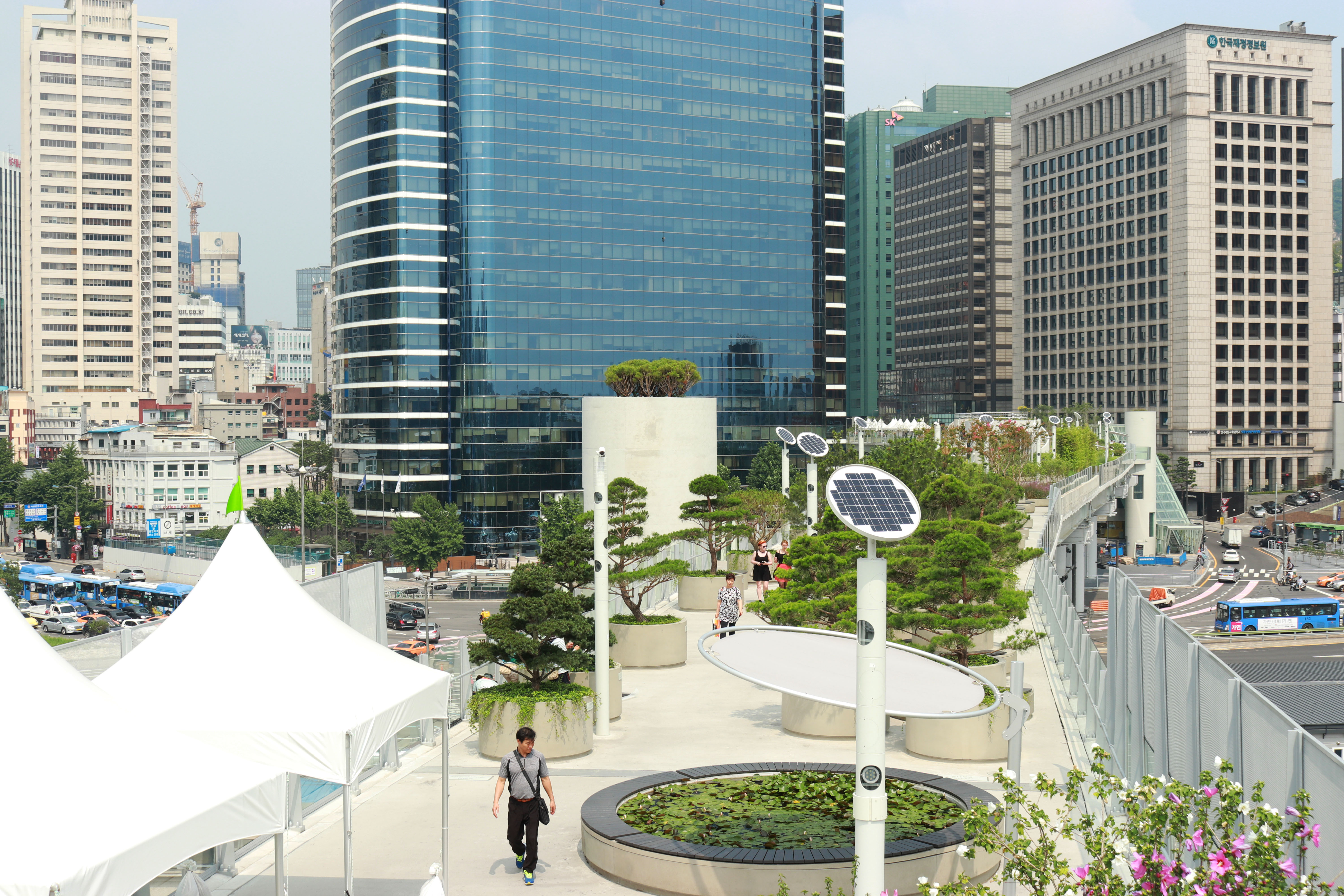
Phong cảnh Seoullo 7017.
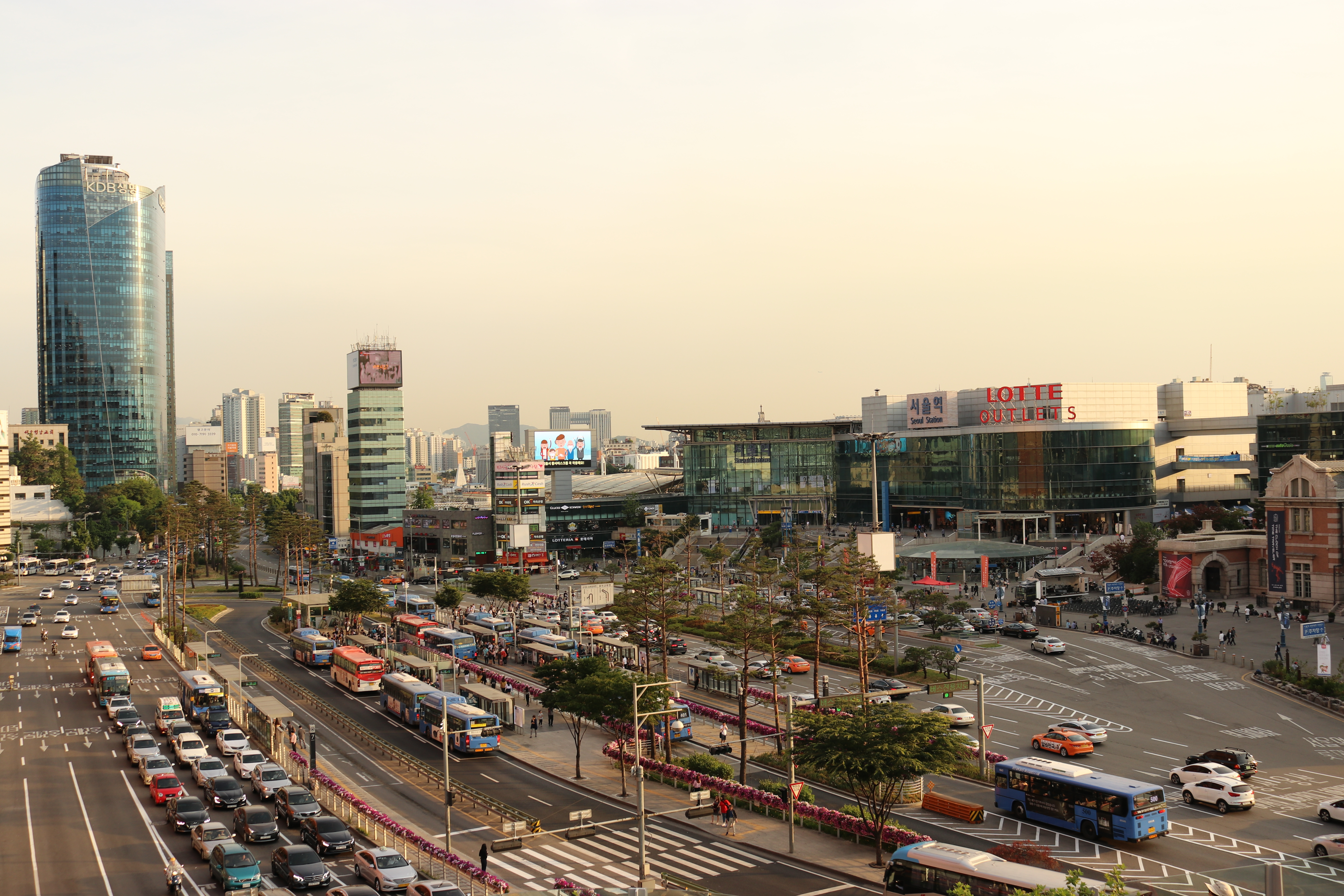
Ga Seoul nhìn từ Seoullo 7017.
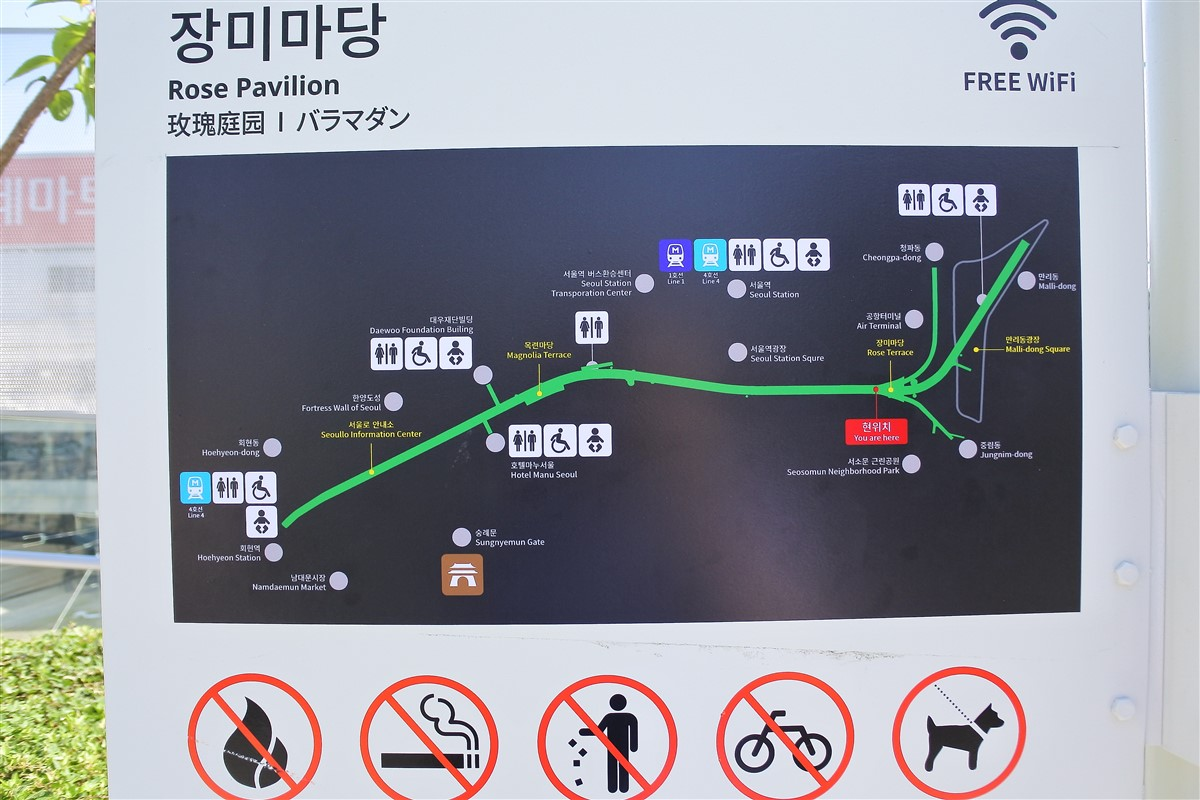
Bản đồ Seoullo 7017
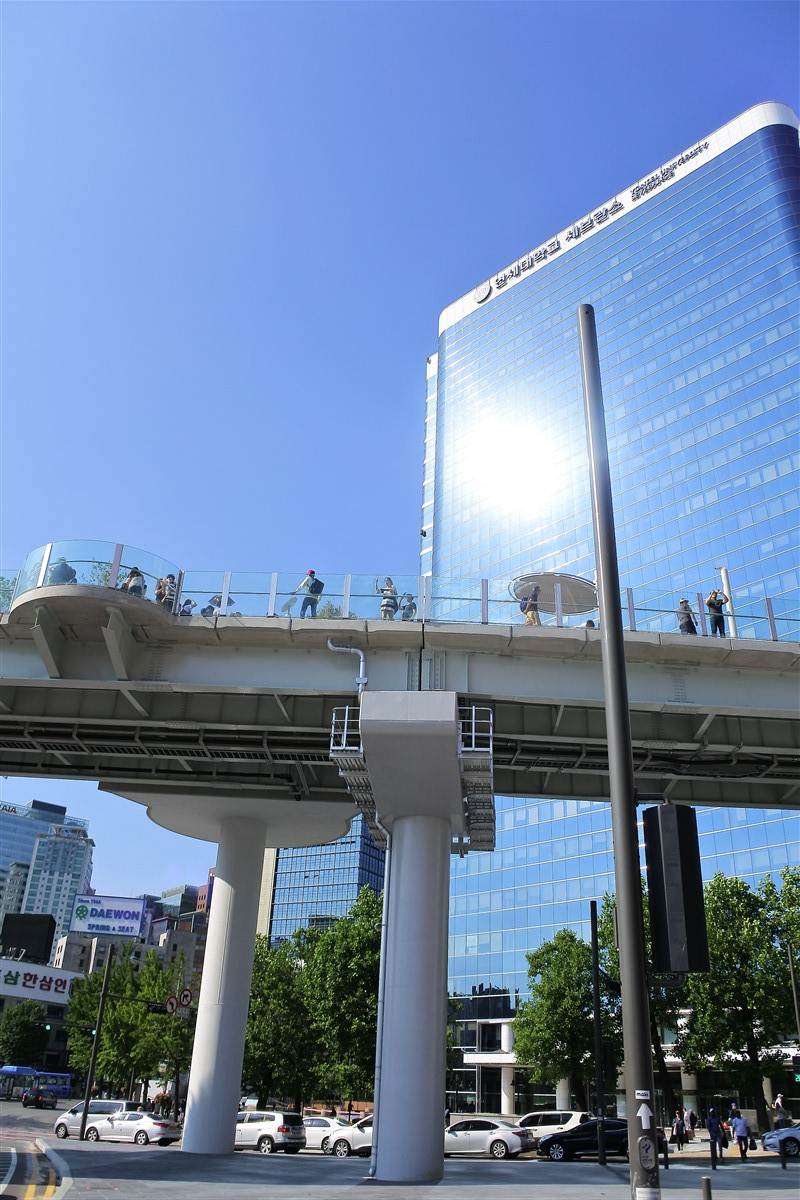
Bệnh viện Đa khoa Đại học Yonsei
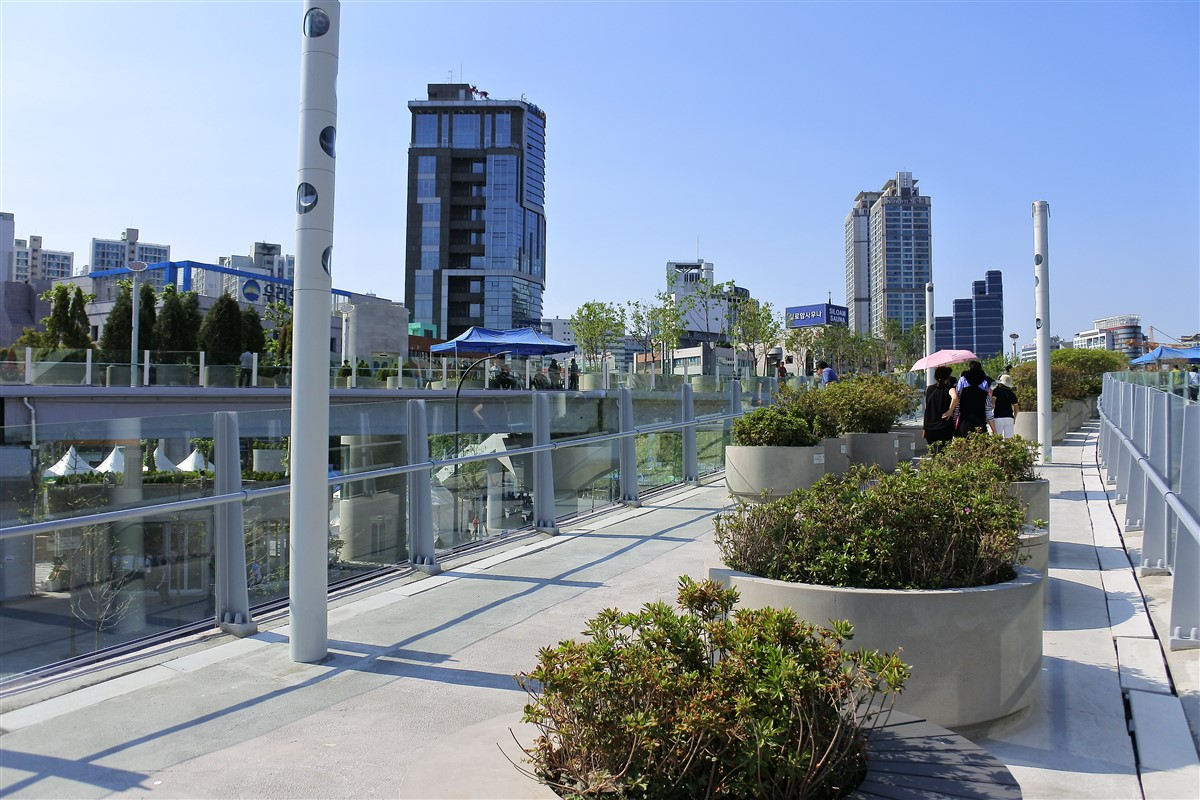
Gần vườn hoa hồng
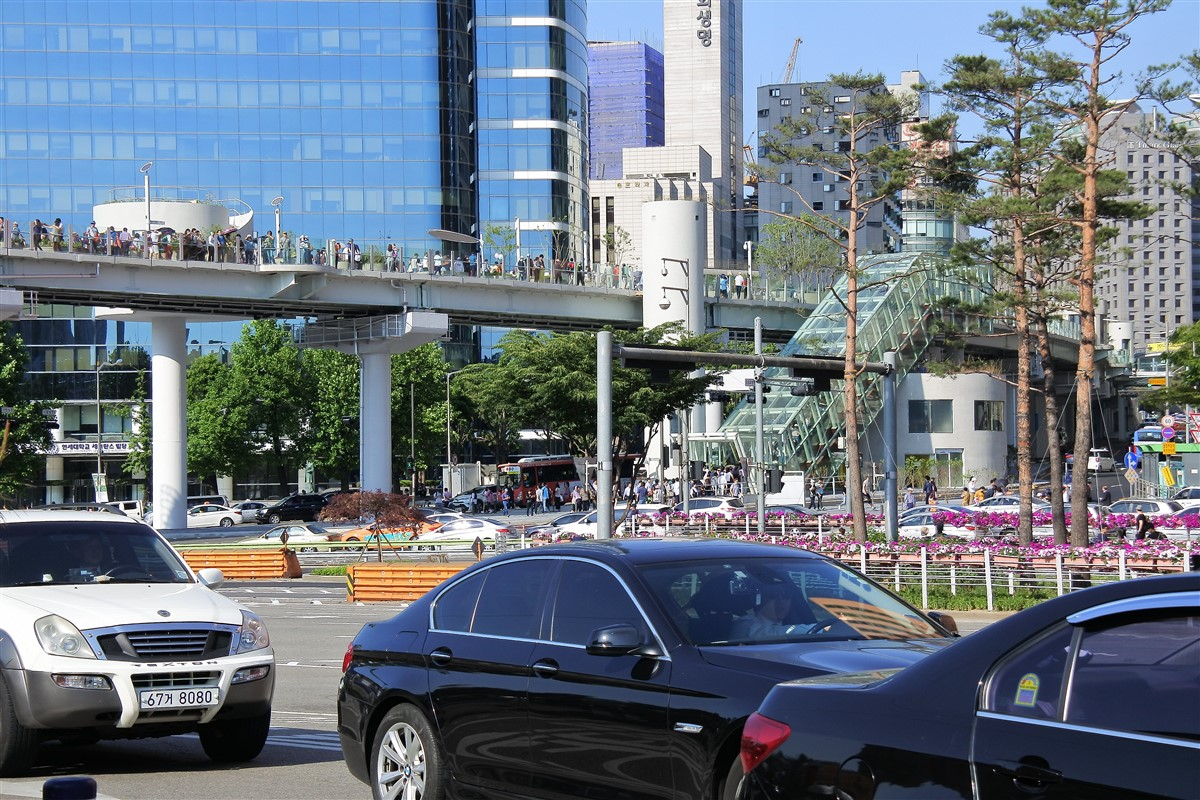
Lối vào phía Đông
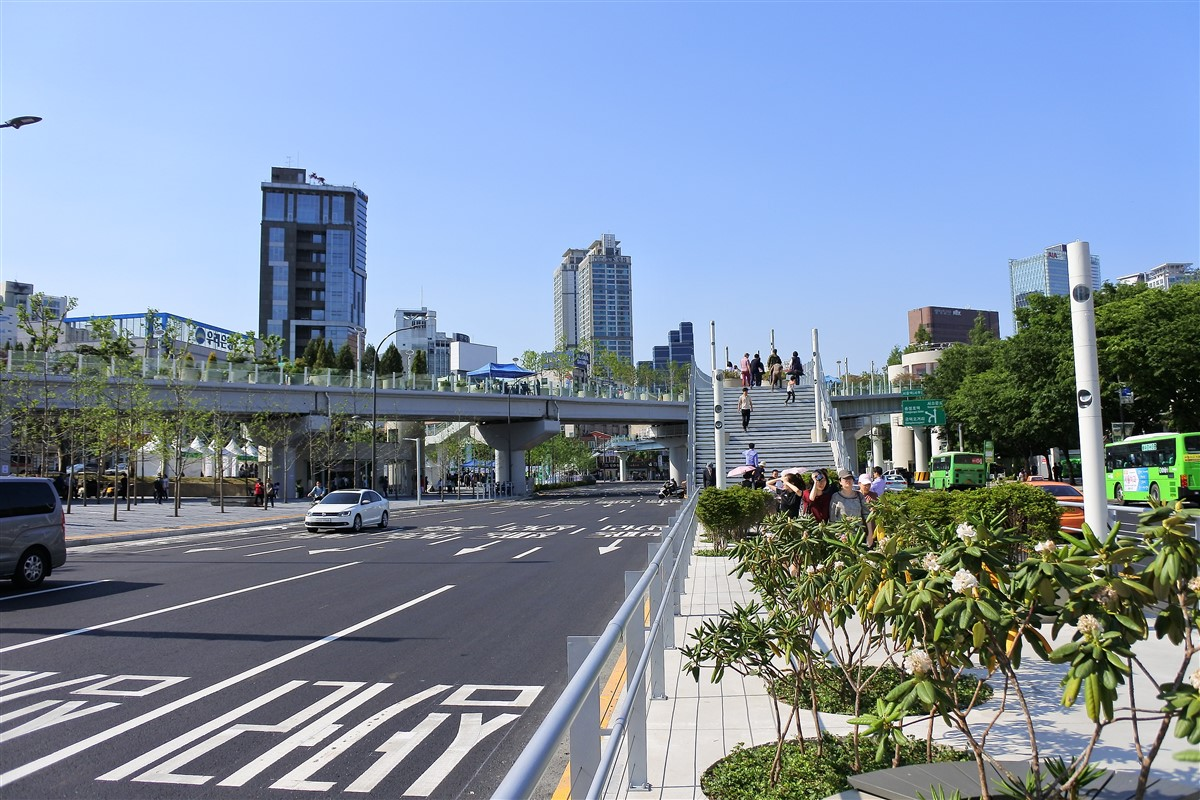
Lối vào phía Tây
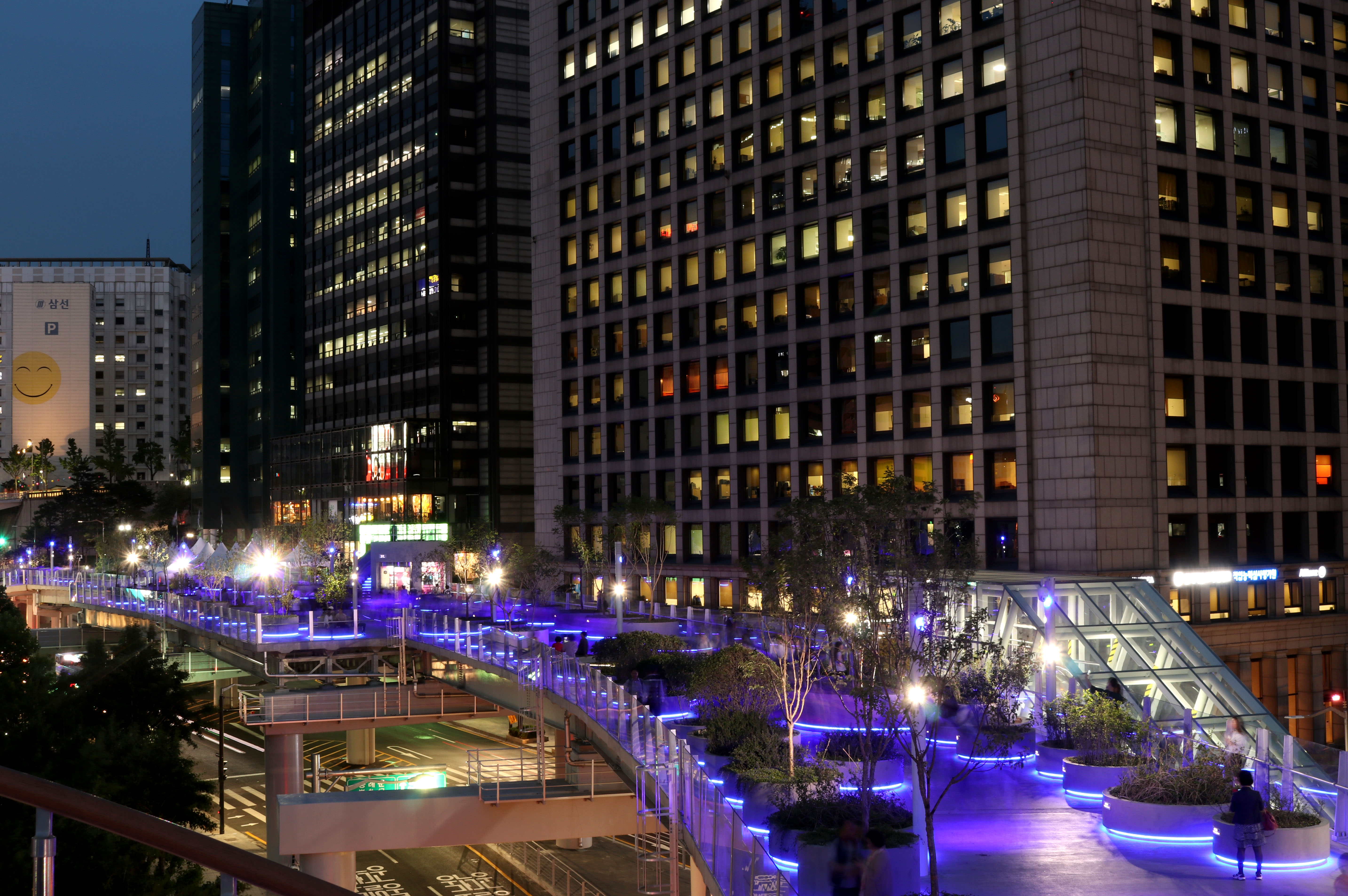
Cảnh đêm của Seoullo 7017
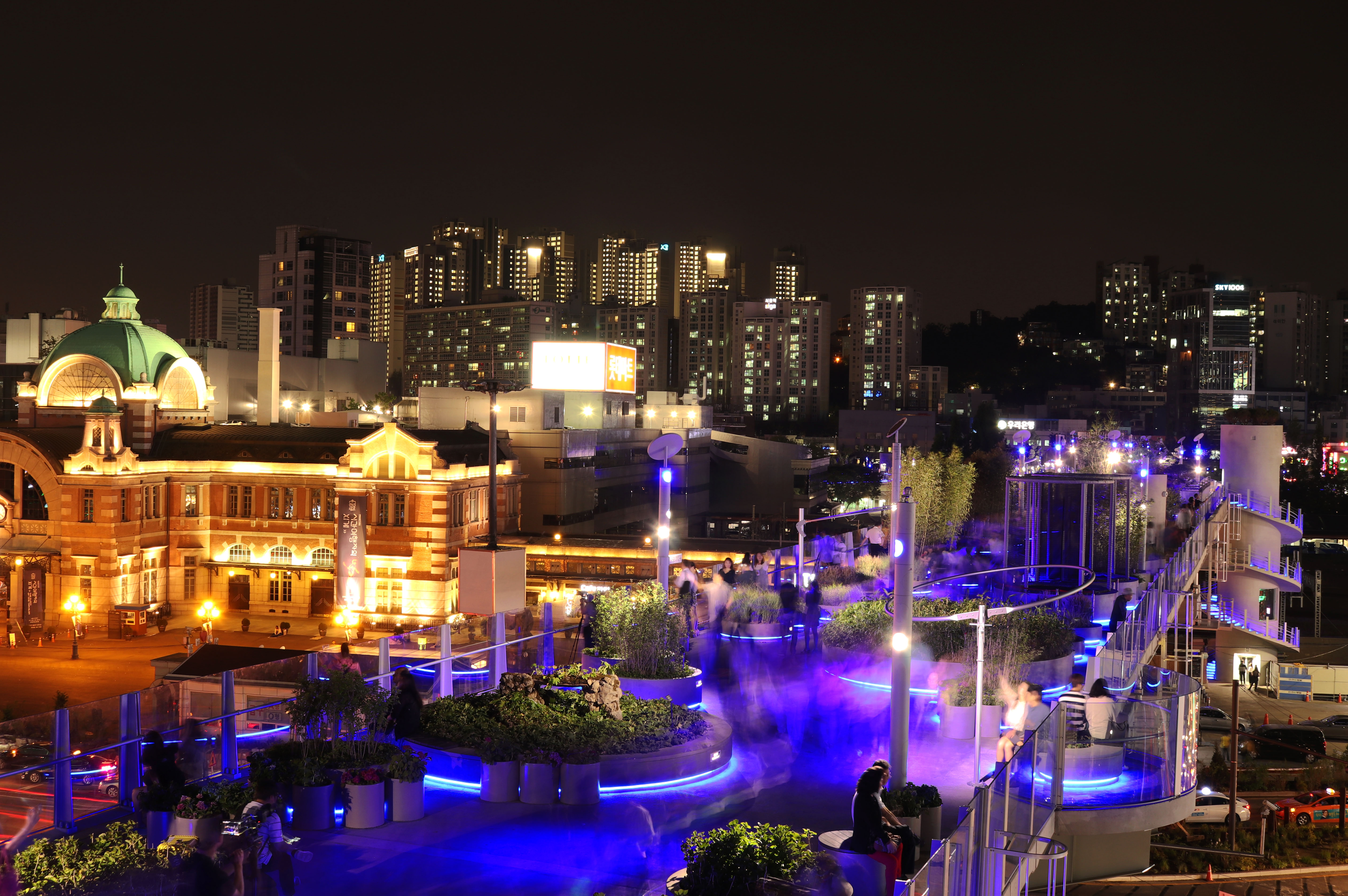
Cảnh đêm của Seoullo 7017
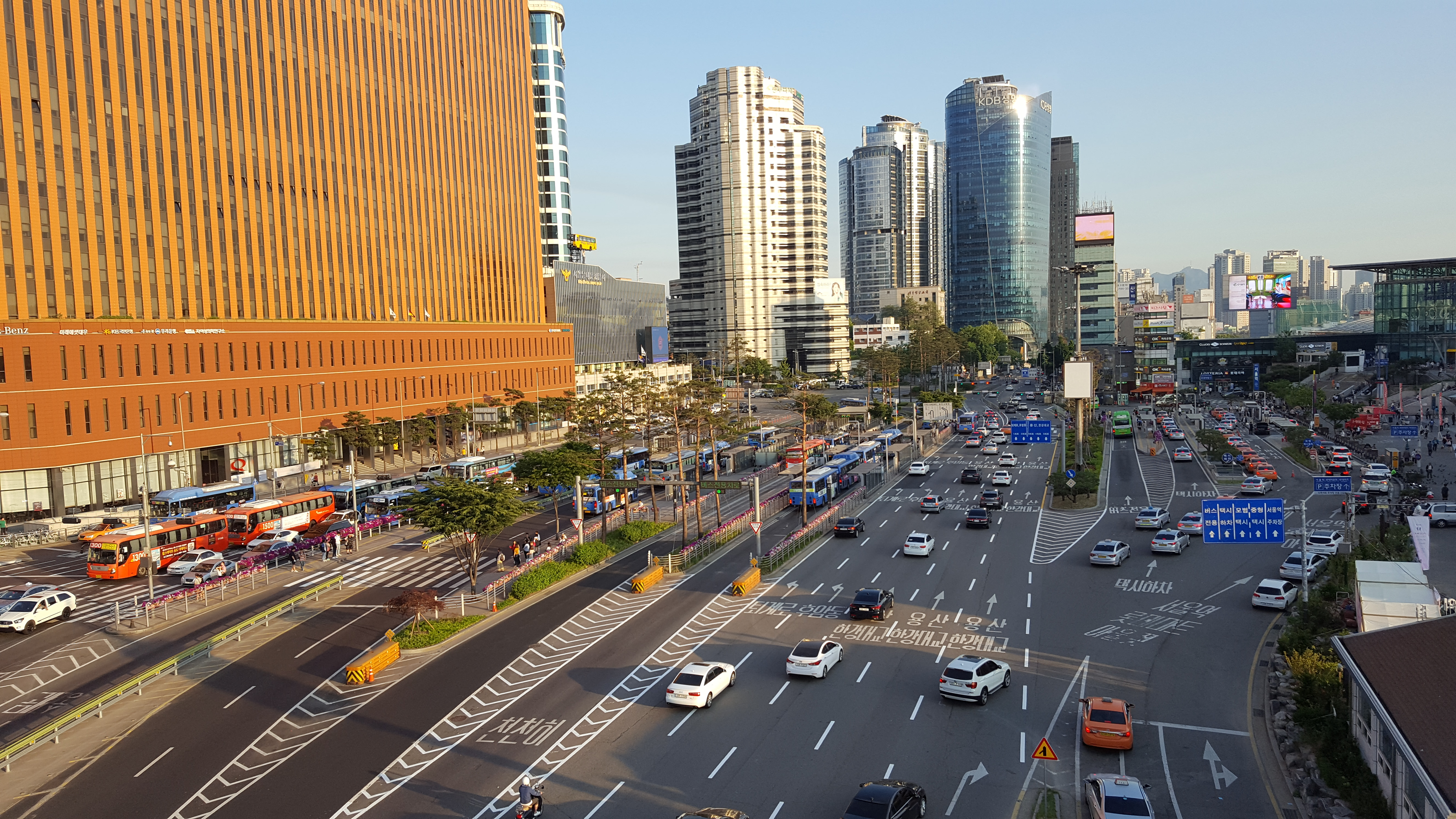
Ga Seoul và Hangang-daero được chụp ở Seoullo 7017
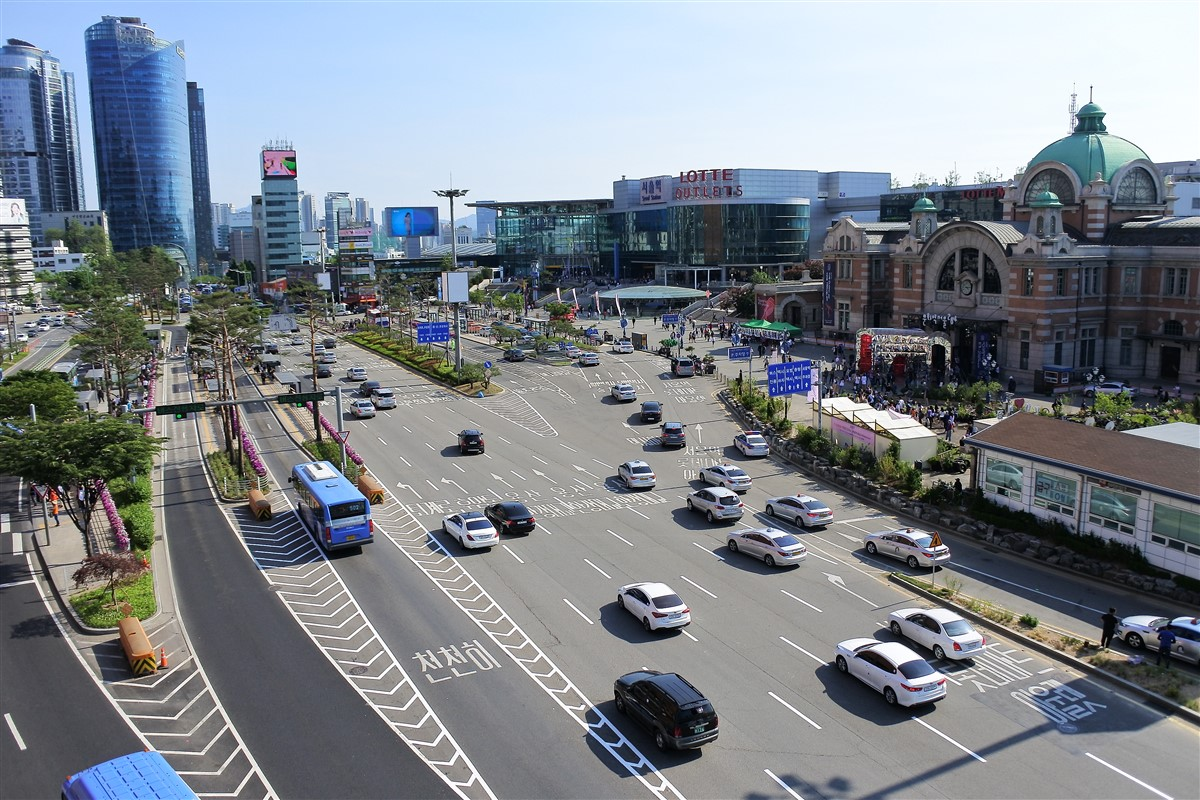
SkyPark của Seoullo 7017
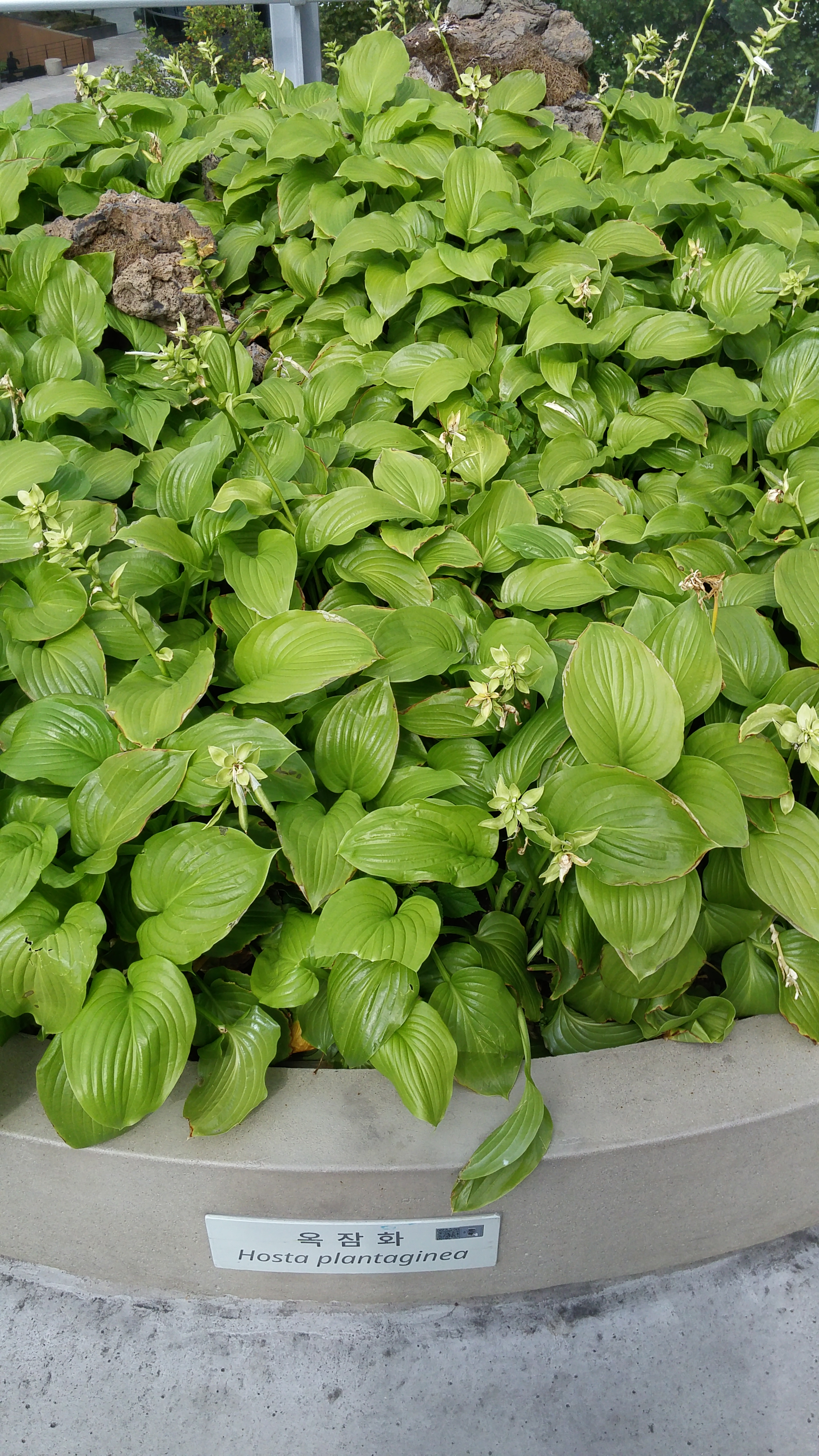
Thực vật ở Seoullo 7017
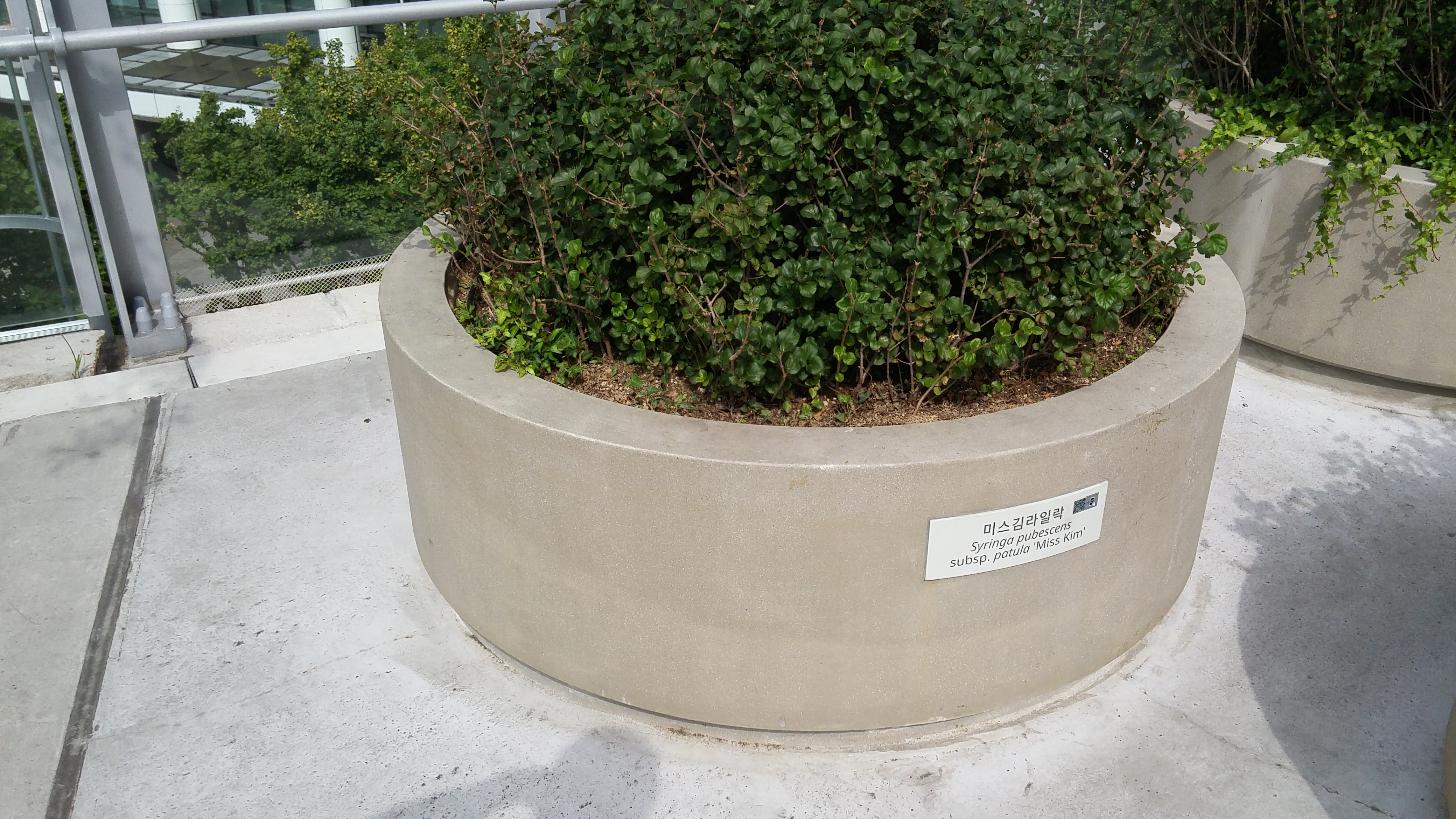
Thực vật ở Seoullo 7017
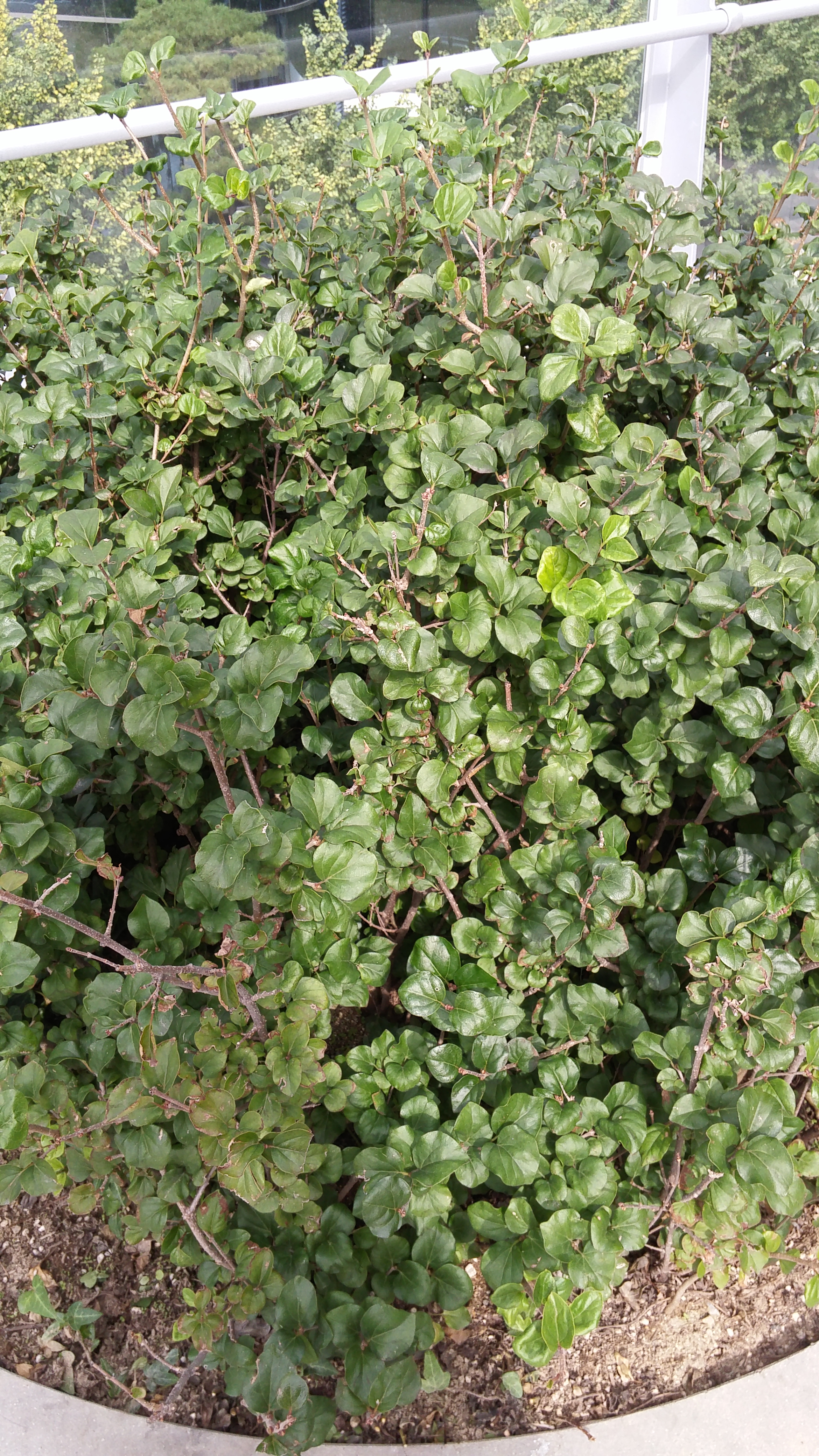
Thực vật ở Seoullo 7017
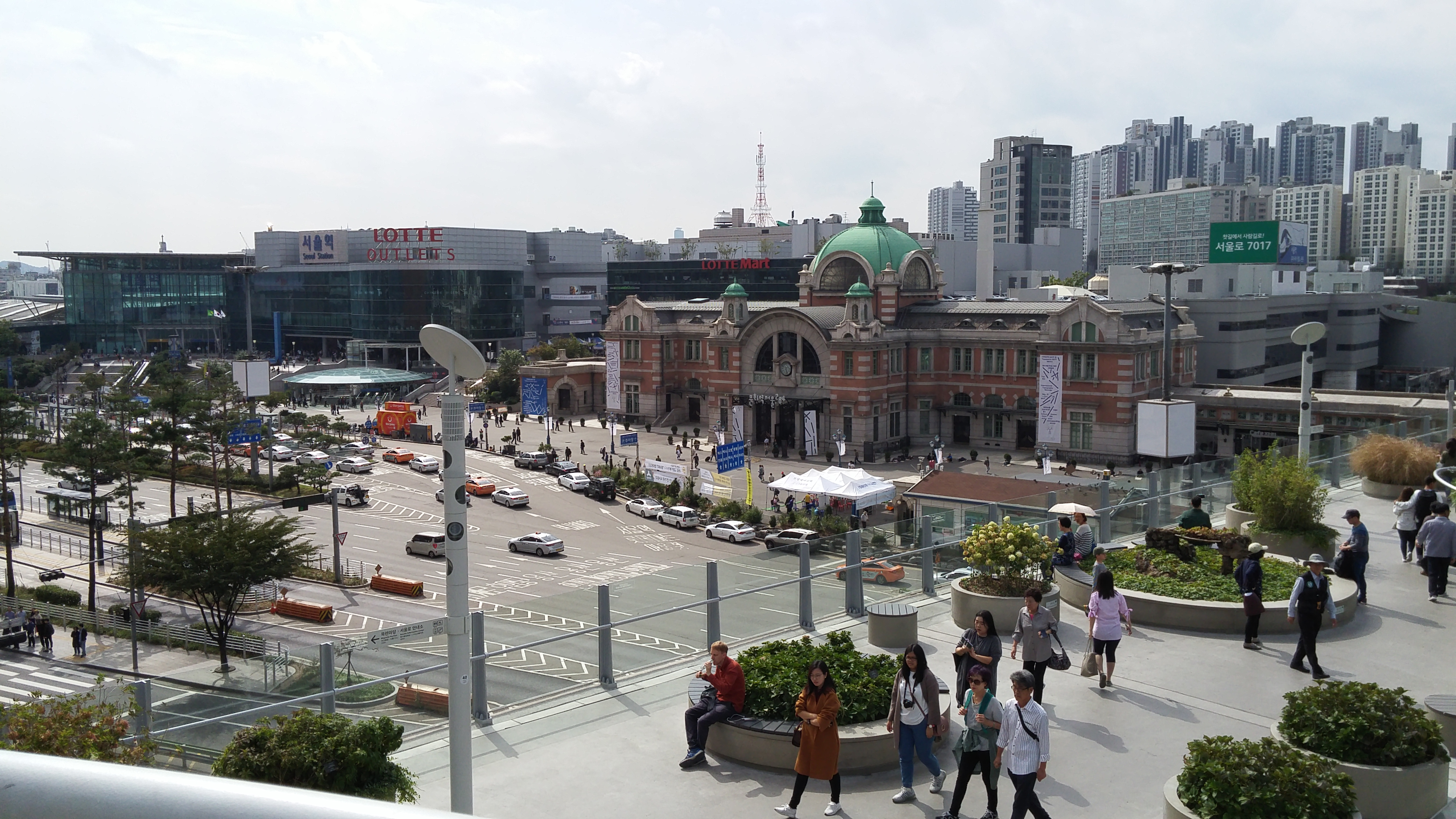
Seoullo 7017 nhìn từ trên cao
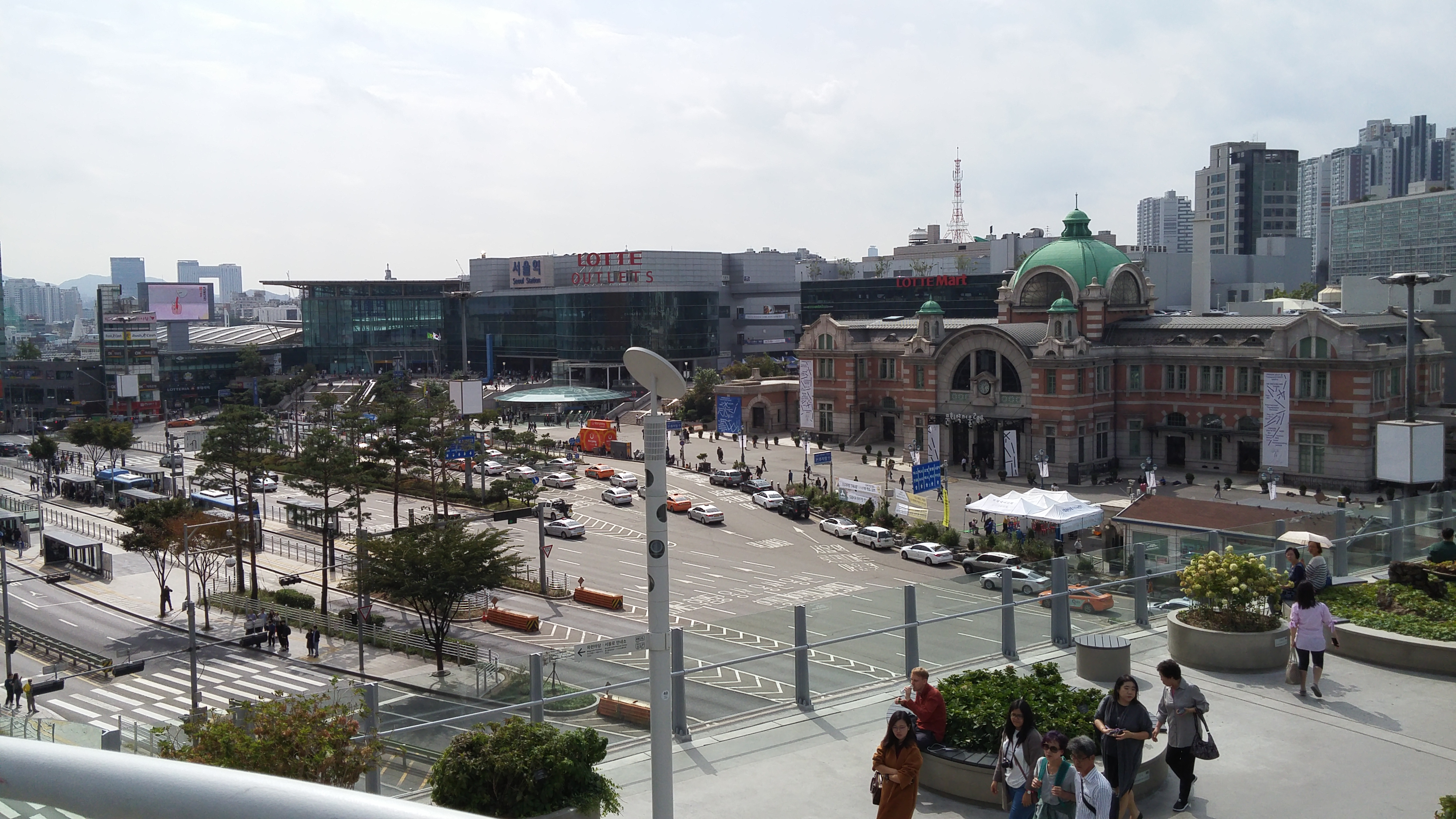
Seoullo 7017 nhìn từ trên cao
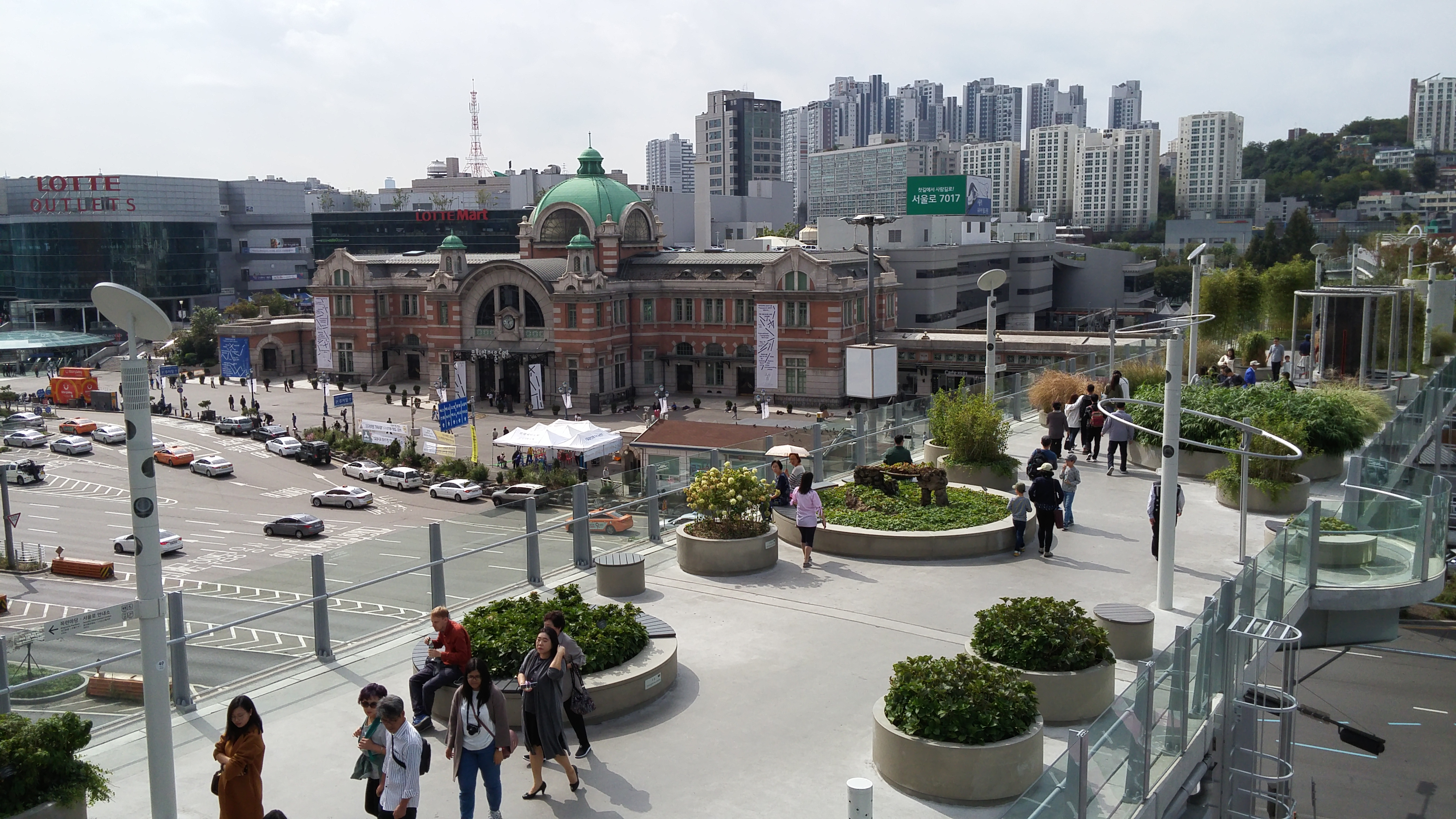
Seoullo 7017 nhìn từ trên cao
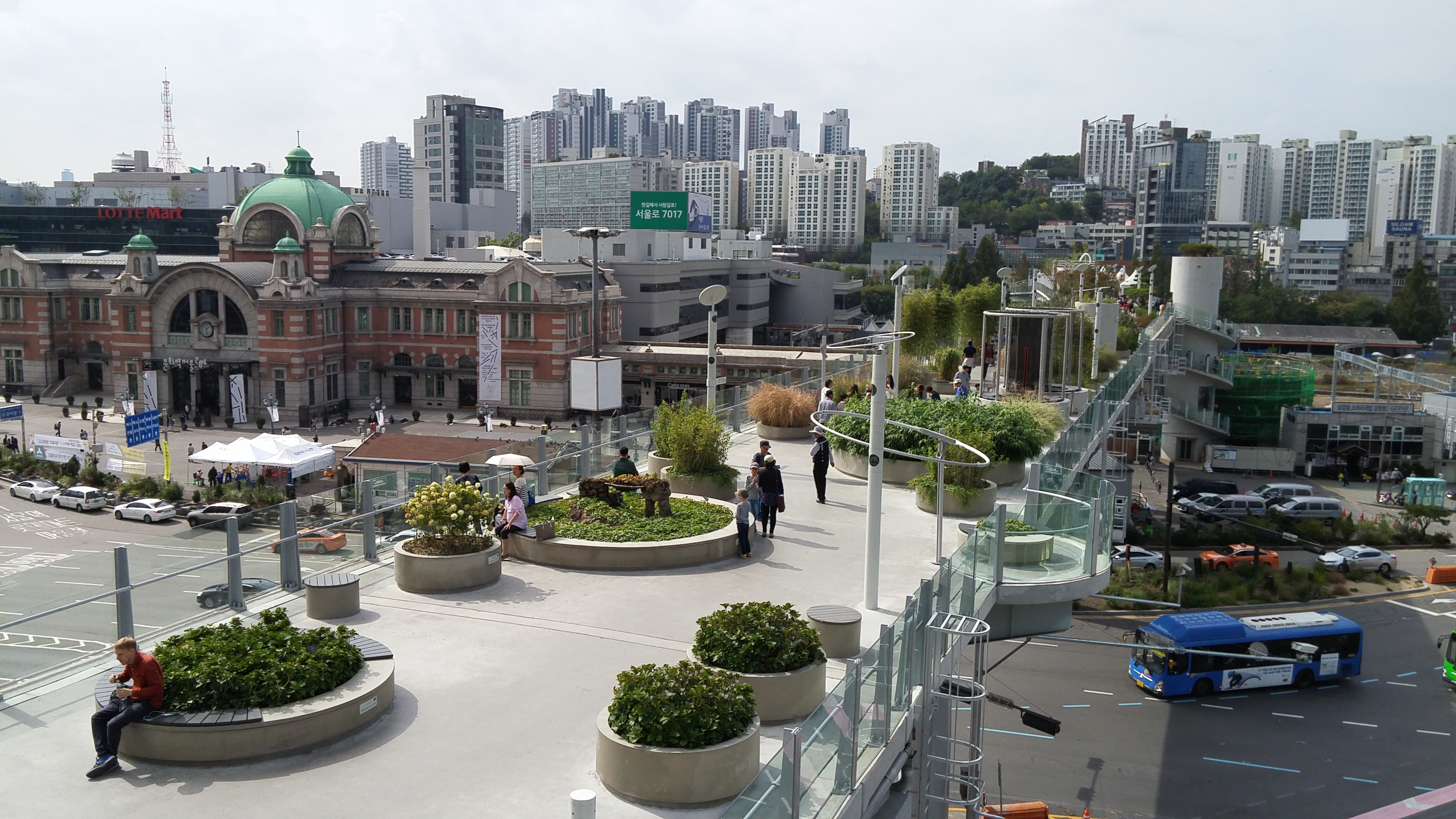
Seoullo 7017 nhìn từ trên cao